# Šime Starčević
Šime Starčević (Klanac, 18 avril 1784 – Karlobag, 14 mai 1859) était un philologue, linguiste et écrivain croate de la fin du XVIIIe siècle au début du XIXe siècle.
Il est l'auteur de la Nouvelle Grammaire illyrienne (en croate, Nova ričoslovnica ilirička) publiée à Trieste en 1812 qui est une des premières définitions de la langue croate ou croato-serbe et de « Grammaire » (en croate, Ričoslovje) publié en 1849–1850 qui commente notamment l'aspect perfectif/imperfectif des verbes en croate.